# Israelische Eishockeyliga 2002/03
Die Saison 2002/03 war die zehnte Spielzeit der israelischen Eishockeyliga, der höchsten israelischen Eishockeyspielklasse. Meister wurde zum insgesamt dritten Mal in der Vereinsgeschichte der HC Ma’alot.

## Modus
In der Hauptrunde absolvierte jede der fünf Mannschaften insgesamt acht Spiele. Der Erstplatzierte der Hauptrunde wurde Meister. Für einen Sieg erhielt jede Mannschaft zwei Punkte, bei einem Unentschieden gab es ein Punkt und bei einer Niederlage null Punkte.

## Hauptrunde
|    | Klub                | Sp | S | U | N | Tore  | Punkte |
| -- | ------------------- | -- | - | - | - | ----- | ------ |
| 1. | HC Ma’alot          | 8  | 7 | 0 | 1 | 45:14 | 14     |
| 2. | HC Maccabi Amos Lod | 8  | 6 | 0 | 2 | 56:18 | 12     |
| 3. | HC Metulla          | 8  | 4 | 0 | 4 | 25:36 | 8      |
| 4. | HC Bat Yam          | 8  | 2 | 0 | 6 | 18:31 | 4      |
| 5. | HC Haifa            | 8  | 1 | 0 | 7 | 15:60 | 2      |

Sp = Spiele, S = Siege, U = Unentschieden, N = Niederlagen